# چم قلعه (پلدختر)
چم قلعه (پلدختر)، روستایی از توابع بخش مرکزی شهرستان پلدختر در استان لرستان ایران است.مردم این روستا به زبان لری بالا گریوه ای صحبت میکنند،از طوایف اصلی این روستا طایفه بزرگ کاید که از تیره های بختیاری هفت لنگ هستند که در آن سکونت دارند

## جمعیت
این روستا در دهستان جایدر قرار دارد و براساس سرشماری مرکز آمار ایران در سال ۱۳۸۵، جمعیت آن ۱۸۸ نفر (۳۵خانوار) بوده‌است.